# شاونی اسمیت
شاونی اسمیت (انگلیسی: Shawnee Smith; ۳ ژوئیهٔ ۱۹۶۹) خواننده و هنرپیشه اهل ایالات متحده آمریکا است. وی از سال ۱۹۷۸ میلادی تاکنون مشغول فعالیت بوده‌است.

## بخشی از فیلمشناسی
از فیلم‌ها یا برنامه‌های تلویزیونی که وی در آن نقش داشته‌است می‌توان به آثار زیر اشاره کرد.
- عقاب آهنی
- آرماگدون (فیلم ۱۹۹۸)
- جزیره (فیلم ۲۰۰۵)
- اره
- اره ۲
- اره ۳
- اره ۴
- اره ۵
- اره ۶
- اره سه‌بعدی
- مردان
- کینه ۳
- زندگی کوتاه
- سفر لورین
- زندگی در حال نابودی
- اره ۱۰
- ماشین جین منسفیلد